# كيفن موريس
كيفن موريس (بالإنجليزية: Kevin Morris)‏ هو لاعب كرة قدم أمريكية أمريكي، ولد في عقد 1960.